# Rhyncomya decolor
Rhyncomya decolor är en tvåvingeart som beskrevs av Seguy 1933. Rhyncomya decolor ingår i släktet Rhyncomya och familjen Rhiniidae.
Artens utbredningsområde är Sudan. Inga underarter finns listade i Catalogue of Life.